# Agriani
Agriani, (grško Αγριανες Agrianes), so bili tračansko pleme, ki je živelo ob izvirih reke Strymon (sedaj Struma) na področju Rodopov.
Agriani so sloveli kot dobri lokostrelci in kot surovo ter bojevito pleme.